# Drymaria praecox
Drymaria praecox är en nejlikväxtart som beskrevs av Charles Baehni och Macbride. Drymaria praecox ingår i släktet Drymaria och familjen nejlikväxter. Inga underarter finns listade i Catalogue of Life.